# Jardine Matheson
Jardine Matheson Holdings Limited (кит.: 怡和洋行) — один з найбільших багатопрофільних конгломератів зі списків Fortune Global 500 і Forbes Global 2000. Базується в Гонконзі, в хмарочосі Джардін-хаус, відомому своїми круглими вікнами-«ілюмінаторами», але офіційно зареєстрований на Бермудських островах. Названий за прізвищами своїх засновників — Вільяма Джардіна та Джеймса Метісона (китайська назва компанії «Ewo» або «Іхе» означає «Щаслива гармонія» або «Блаженна згода»). Акції Jardine Matheson Holdings котуються на Лондонській фондовій біржі, Сінгапурській біржі та Бермудській фондовій біржі. Материнська компанія Jardine, Matheson and Co, заснована у 1832 році, відігравала значну роль в історії британського Гонконгу з часів його заснування, а також в історії Китаю в період між опіумними війнами і до початку японської окупації .
Компанія Jardine Matheson неодноразово згадується в скандальній книзі «Комітет 300» американського публіциста Джона Колемана.